# Alfred Kaleta
Alfred Kaleta (25. března 1907 Karviná – 1988) byl český a československý politik Komunistické strany Československa polské národnosti, poválečný poslanec Prozatímního Národního shromáždění a Ústavodárného Národního shromáždění.

## Biografie
Narodil se v Karviné na Sovinci v rodině horníka. Mládí prožil mezi havíři. Už jako sedmnáctiletý se roku 1924 účastnil hornické stávky. Byl činný v proletářské tělovýchově (Federace dělnických tělovýchovných jednot). Od roku 1928 byl náčelníkem 55. okrsku Federace proletářské tělovýchovy. V roce 1929 vstoupil do KSČ. Patřil mezi stoupence bolševického křídla strany okolo Klementa Gottwalda. Roku 1933 organizoval stávku na dole Jan Karel v Karviné. V důsledku této stávky byl pak po čtyři roky nezaměstnaný.
Od roku 1938 organizoval spolu s Karolem Śliwkou a dalšími funkcionáři ilegální komunistické hnutí mezi Poláky na Těšínsku. V roce 1942 uprchl do podtatranské oblasti Haliče, kde vstoupil do řad odbojové organizace Armia Ludowa im. Ludwika Waryńskieho. V září 1944 přešel v hodnosti poručíka Armie Ludowé na povstalecké Slovensko, kde působil v sovětském partyzánském oddílu Avangarda. Jeho úkolem bylo vytvořit zpravodajskou síť a získávat informace z oblasti Těšínska a Třineckých železáren. Spojil se s ilegální organizací Tempo, napojenou na KSČ, kterou vedl Gabriel Jurczak. Skupina vydávala české i polské tiskoviny.
Po osvobození spoluzakládal MNV v Karviné a jeho prvním poválečným předsedou (fakticky starostou města). Byl členem předsednictva Krajského výboru KSČ v Ostravě. Spoluzakládal stranický polskojazyčný list Głos Ludu a menšinovou organizaci PZKO. Až do odchodu na penzi pracoval na dole ČSA v Karviné.
V letech 1945-1946 byl poslancem Prozatímního Národního shromáždění za KSČ. V parlamentních volbách v roce 1946 se za komunisty stal poslancem Ústavodárného Národního shromáždění, kde setrval až do voleb do Národního shromáždění roku 1948.
Historik Jiří Friedl ve své studii o volbách v roce 1946 uvádí, že Kaleta se mezi etnickými Poláky na Těšínsku netěšil velké popularitě a v parlamentu pak na podporu polské menšiny nevystupoval. Polská menšina požadovala, aby přední místo na kandidátní listině zaujal redaktor Głosu Ludu Henryk Jasiczek, což se ale nestalo s poukazem na to, že seznam kandidátů již je uzavřen. Kaleta udržoval ovšem styky s polskou ambasádou v Praze, kde v dubnu 1946 jednal s radou Romanem Staniewiczem a informoval ho o údajné kampani proti KSČ na Těšínsku, vedené ostatními stranami. Před volbami se rovněž zasazoval za to, aby obyvatelé Těšínska (zejména polští komunisté) získali osvědčení o státní a národní spolehlivosti, čímž by získali volební právo.
Roku 1966 mu byl udělen Řád práce.